# Idanha-a-Velha
Idanha-a-Velha (het oude Idanha) is een plaats (freguesia) in de Portugese gemeente Idanha-a-Nova en telt 79 inwoners (2001). Idanha-a-Velha is een zeer oude stad gelegen aan de rivier Rio Ponsul, die is gebouwd op het romeinse Aegitania, waarvan de resten nog steeds zichtbaar zijn. Voor toeristen is de stad slechts te voet te bezoeken: autoverkeer is beperkt tot de inwoners. Onder de vele monumenten die de stad rijk is bevinden zich de delen van de oude stadsmuren, de resten van een 16e-eeuwse kerk die is gebouwd op de resten van een kerk uit de 4e eeuw, een vestingruïne en een gerestaureerde olijfolieperserij. Ook de resten van een romeinse brug over de Rio Ponsul zijn goed bewaard gebleven.

## Geschiedenis
Al in de prehistorie woonden er mensen op de plaats die nu Idanha-a-Velha heet. De stad is meermaals verwoest en opnieuw opgebouwd, en overal in en rond de stad zijn resten te vinden uit onder andere de prehistorie, de Romeinse oudheid, de Visigoten, de periode dat het deel uitmaakte van Al-Andalus en de middeleeuwen. De naam Idanha is een verbastering van Aegitania en pas na de bouw van het "nieuwe" Idanha-a-Nova kreeg de stad haar huidige naam.
Van het jaar 16 tot aan de vierde eeuw was de stad Romeins en telde, naar wordt beweerd, 200.000 inwoners. In de 4e eeuw veroverden de Visigoten de stad. Zij bleven vier eeuwen lang aanwezig. De Visigotische koning Wamba zou in Idanha geboren zijn. Hij liet er een kathedraal bouwen. De stad maakte onder de Visigoten een bloeiperiode door, maar in de achtste eeuw werd Idanha verwoest door de Moren. De stad werd verlaten. Halverwege de 12e eeuw werd door Gualdim Pais, meester van de orde van de Tempeliers, een burcht in Idanha gebouwd. De ooit machtige stad is nooit meer hersteld en in 1836 is Idanha zelfs volledig verlaten. Tegenwoordig wonen er een paar honderd mensen.

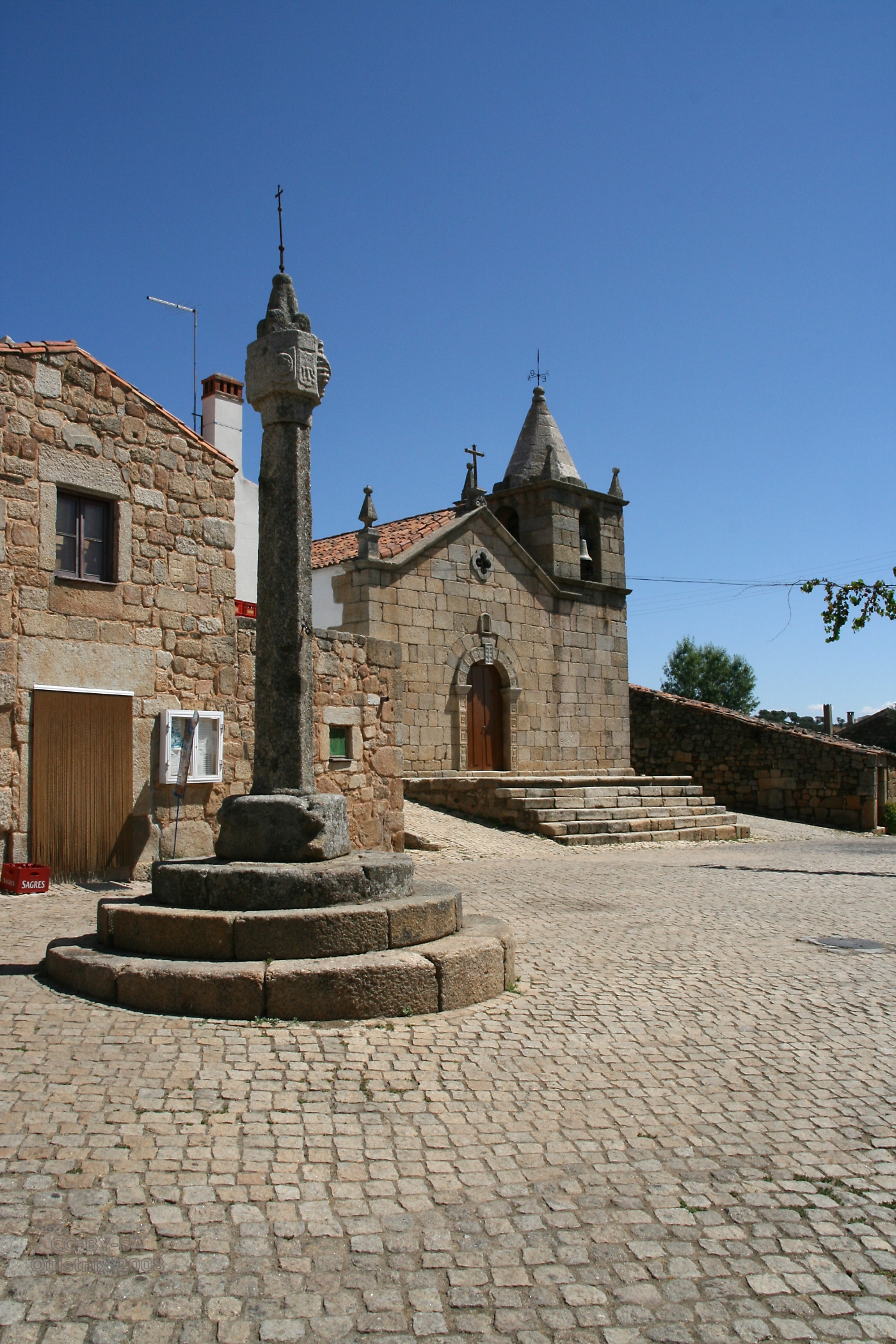
Schandpaal
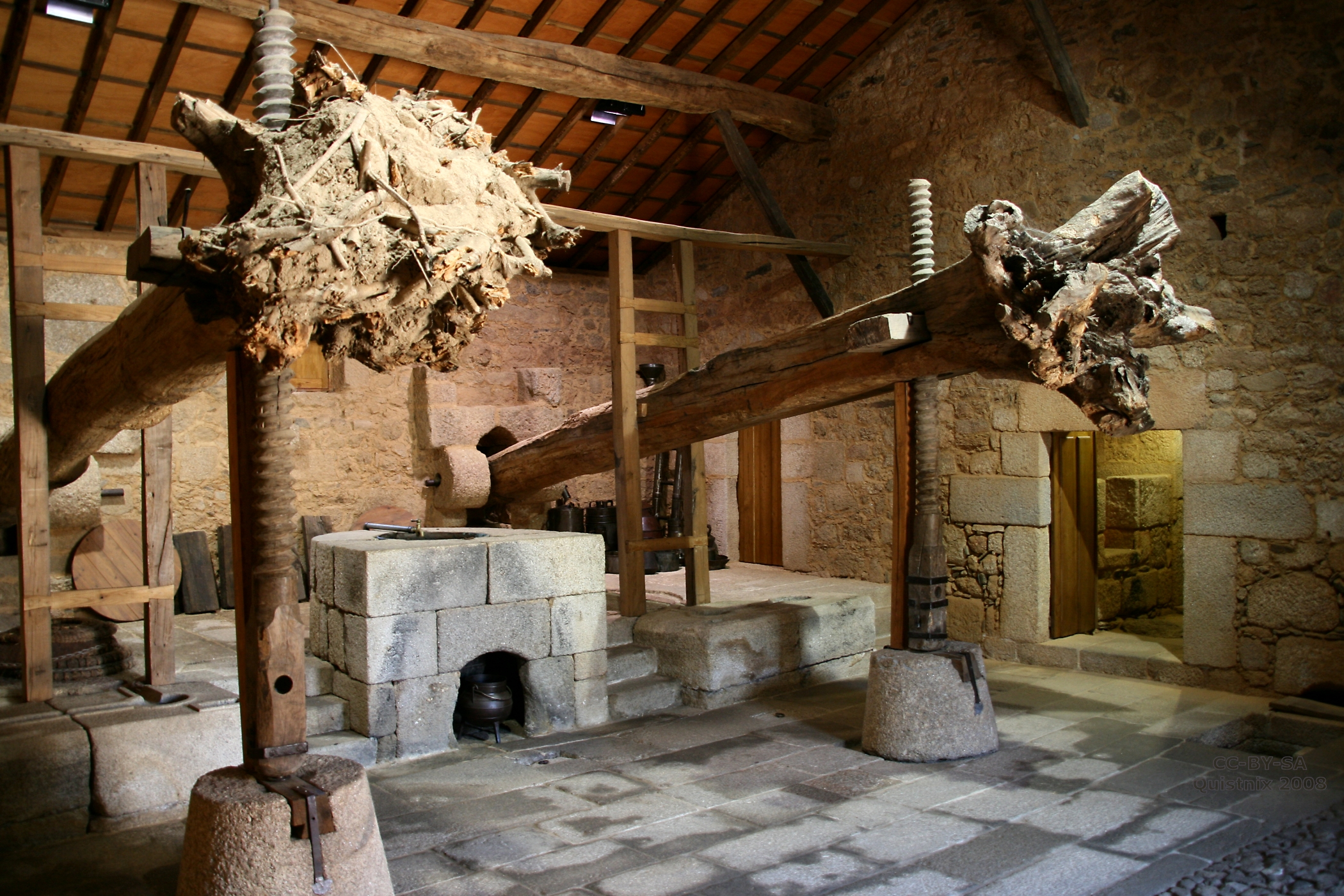
Olijfoliepers
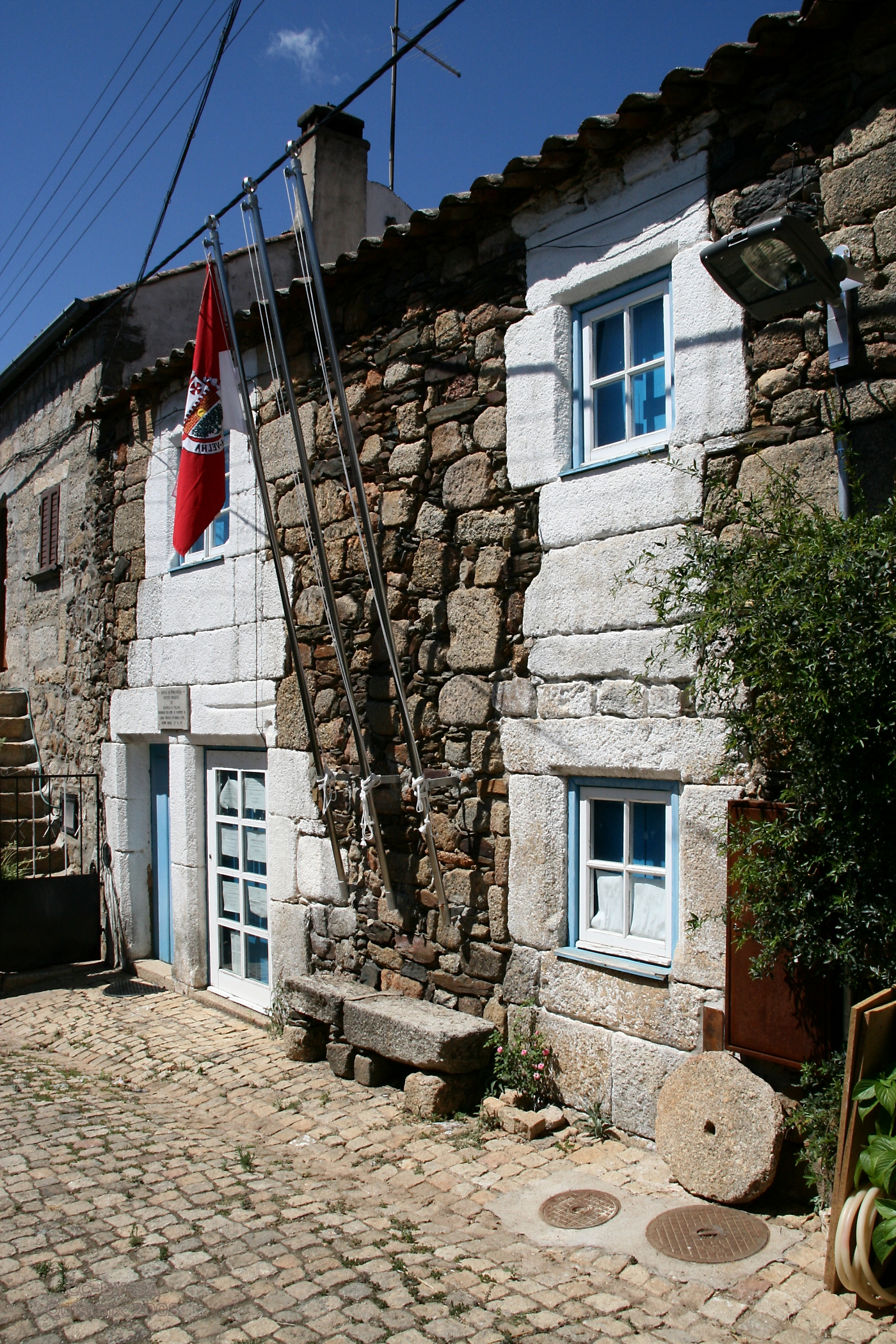
Gemeentehuis van Idanha-a-Velha